# NDFIP1
NDFIP1 (англ. Nedd4 family interacting protein 1) – білок, який кодується однойменним геном, розташованим у людей на 5-й хромосомі. Довжина поліпептидного ланцюга білка становить 221 амінокислот, а молекулярна маса — 24 899.
| 10         |  | 20         |  | 30         |  | 40         |  | 50         |
| ---------- |  | ---------- |  | ---------- |  | ---------- |  | ---------- |
| MALALAALAA |  | VEPACGSRYQ |  | QLQNEEESGE |  | PEQAAGDAPP |  | PYSSISAESA |
| AYFDYKDESG |  | FPKPPSYNVA |  | TTLPSYDEAE |  | RTKAEATIPL |  | VPGRDEDFVG |
| RDDFDDADQL |  | RIGNDGIFML |  | TFFMAFLFNW |  | IGFFLSFCLT |  | TSAAGRYGAI |
| SGFGLSLIKW |  | ILIVRFSTYF |  | PGYFDGQYWL |  | WWVFLVLGFL |  | LFLRGFINYA |
| KVRKMPETFS |  | NLPRTRVLFI |  | Y          |  |            |  |            |

A: Аланін

C: Цистеїн

D: Аспарагінова кислота

E: Глутамінова кислота

F: Фенілаланін

G: Гліцин

I: Ізолейцин

K: Лізин

L: Лейцин

M: Метіонін

N: Аспарагін

P: Пролін

Q: Глутамін

R: Аргінін

S: Серин

T: Треонін

V: Валін

W: Триптофан

Задіяний у таких біологічних процесах, як ацетилювання, альтернативний сплайсинг. 
Локалізований у мембрані, клітинних контактах, клітинних відростках, апараті гольджі, синапсах, синаптосомах, ендосомах.
Також секретований назовні.